# Trnava (Jagodina)
Pour les articles homonymes, voir Trnava (homonymie).
Trnava (en serbe cyrillique : Трнава) est une localité de Serbie située sur le territoire de la ville de Jagodina, district de Pomoravlje. Au recensement de 2011, elle comptait 2 391 habitants.
Trnava est officiellement classé parmi les villages de Serbie.

## Démographie

### Évolution historique de la population
| 1948 | 1953 | 1961 | 1971  | 1981  | 1991  | 2002  | 2011  |
| ---- | ---- | ---- | ----- | ----- | ----- | ----- | ----- |
| 565  | 571  | 685  | 1 110 | 1 536 | 1 938 | 2 237 | 2 391 |

|  |